# Județul Ilfov (antebelic)
Județul Ilfov a fost o unitate administrativă de ordinul întâi din Vechiul Regat al României (existent în perioada antebelică). Județul se afla în regiunea istorică Muntenia, iar reședința era orașul București, totodată și capitala României.

## Așezare și limite

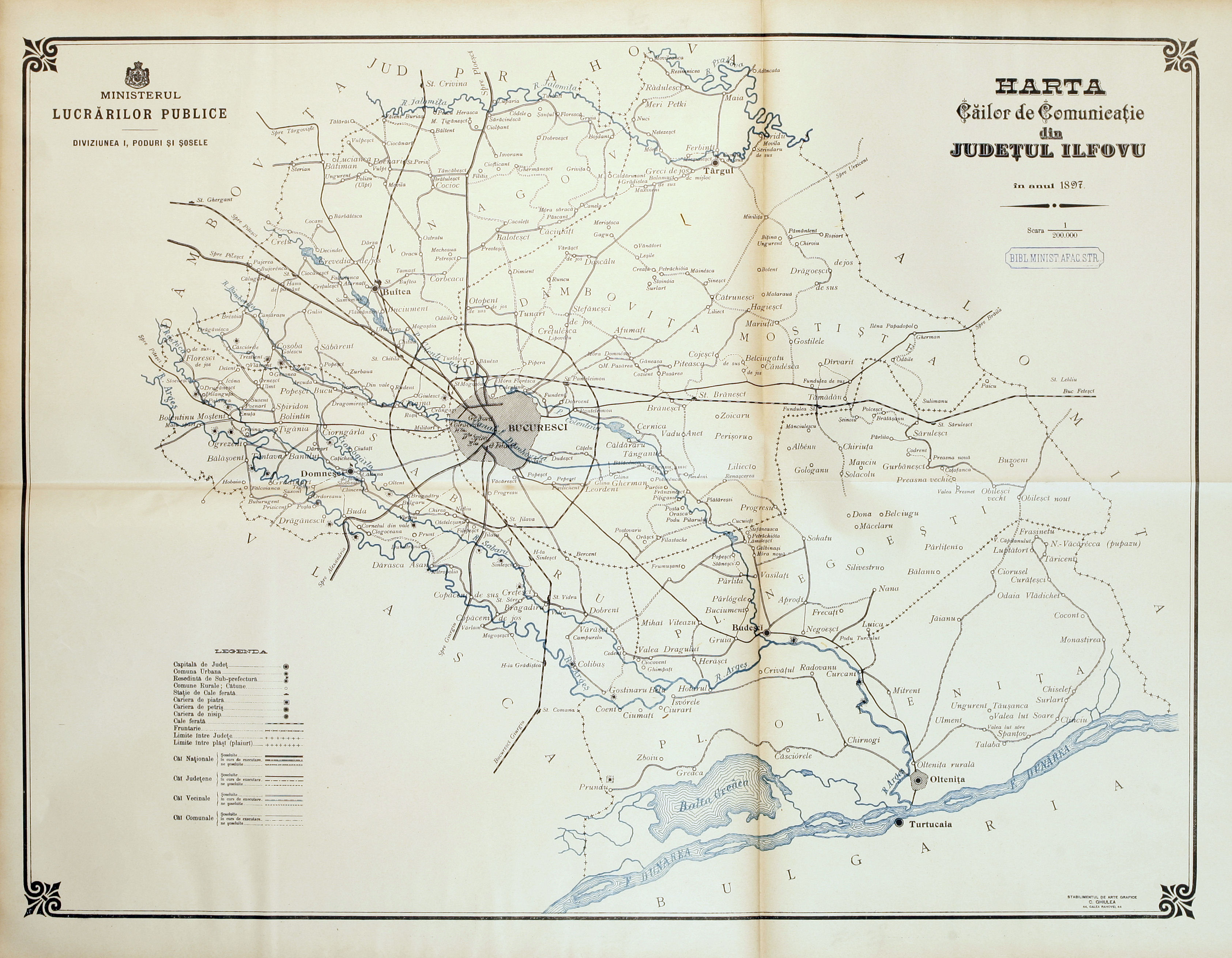
Harta județului Ilfov în Atlasul Căilor de Comunicații din 1897

Județul Ilfov era un județ de frontieră. Se învecina cu Bulgaria (până în 1908 Imperiul Otoman) și cu județele românești Vlașca, Dâmbovița, Prahova, Ialomița și Durostor (din 1913). Denumirea județului venea de la râul Ilfov, afluent al râului Dâmbovița.

## Istoric
În anul 1864, domnitorul Alexandru Ioan Cuza dă prima lege de organizare administrativ-teritorială modernă a teritoriului României. Legea prevedea împărțirea țării în 33 de județe, având ca subdiviziuni plășile și comunele (urbane și rurale). Județele și comunele erau investite cu personalitate juridică și cu organe deliberative și executive: consiliul județean și prefectul (acesta din urmă ca reprezentant al guvernului în teritoriu), respectiv consiliul comunal
și primarul (în calitate de reprezentant al guvernului în teritoriu). Plășile erau simple subdiviziuni ale județelor, fără personalitate juridică, conduse de subprefecți, cu atribuții de supraveghere și control asupra autorităților comunale.
Județul antebelic Ilfov era împărțit în 10 plăși : Afumați cu reședința în cătunul Belciugatul de Jos (comuna Belciugatele), Argeșul cu reședința în cătunul Bolintinul-Moșteni (comuna Bolintinul-din-Vale), Dîmbovița cu reședința în cătunul Tînganul (comuna Tînganul), Mostiștea cu reședința în cătunul Fierbinți-Tîrgul (comuna Fierbinți), Ilfov cu reședința în cătunul Buftea (comuna Bucoveni), Negoești cu reședința în cătunul Budești (comuna Budești), Obilești cu reședința în cătunul Obilești-Noi (comuna Obilești-Noi), Oltenița cu reședința în comuna urbană Oltenița, Sabarul cu reședința în cătunul Jilava (comuna Jilava) și Znagov cu reședința în cătunul Brătulești (comuna Cociocul). Județul avea 124 comune (rurale și urbane). Comuna urbană București făcea parte din plasa Dîmbovița.
Oupațiile de bază ale locuitorilor erau agricultura și creșterea animalelor, o bună parte din populațtie ocupându-se și cu pescuitul și cultura viței-de-vie. Pământul județului Ilfov era cât se poate de productiv, mai ales pe luncile Sabarului, Dâmboviței și Argeșului, unde se producea o cantitate de 4/5 kg porumb pe pogon. Bălțile, mai ales cele de lângă Dunărea aveau mult pește. Din Dunăre se pescuia nisetru, morun și cegă. Din bălți se recoltau și trestia și papura, iar pe lângă Dunăre și celelalte râuri erau locuri întinse cu răchită, care se folosea în industrie. Se observa că animalele din județul Ilfov erau cu mult mai mari, mai frumoase și mai bine îngrijite în comparație cu multe alte județe ale țării. 
În 1865, în timpul domniei lui Alexandru Ioan Cuza, s-a început construcția primei căi ferate din România între București și Giurgiu, aceasta fiind inaugurată în 1867 în timpul lui Carol I.
În jurul anului 1602, acestui județ i se spunea județul Ilhovului, iar în anii 1654 și 1694 găsim județul Elhovului.

## Marca
Marca (stema) județului era reprezentă de o biserică cu Sfinții Împărați Constantin și Elena, semn că în capitala județului se află mitropolia ai cărei patroni sunt aceștia.